# Завод за заштиту природе Србије
Завод за заштиту природе Србије је организација која се бави заштитом и унапређењем природне баштине Србије. Овај завод је основан 30. априла 1948. године уредбом владе. Првобитно име је било „Завод за заштиту и научно проучавање природних реткости НР Србије“. Под данашњим називом, као Завод за заштиту природе Србије постоји од 1993. године. Седиште завода је у Београду, а има и одељења у Новом Саду и Нишу док одељење у Приштини тренуно није у функцији. Завод је подељен у три сектора: Сектор за заштиту природе, Сектор за истраживачко научну делатност и Сектор за опште послове. У оквиру ових сектора се налази 6 одељења и 7 одсека. Завод за свој рад одговара Влади Србије, а финансира се из буџета Србије. На челу завода се налази директор, а о доношењу стратешких одлука одлучује управни одбор, док новчано пословање завода надгледа надзорни одбор. Садашњи директор Завода је Александар Драгишић.
Завод има 117 запослених, од тога 64 са високом стручном спремом (2006. године је имао 115 запослених, од којих је 65 било са високом стручном спремом).
Завод поседује богату документацију са преко 3.500 књига, 12.000 часописа, 650 студија Завода, 400 студија других установа, 20.000 фотографија итд. Тренутно се ради на прављењу електронске базе података библиотеке.

## Делатност
Завод врши следеће делатности:
- покретање поступка заштите неког природног добра
- истраживачки рад и проучавање биодиверзитета и геодиверзитета
- стручни надзор (надгледање заштићеног природног добра и предузимање мера његове заштите)
- међународна сарадња
- издавачка делатност
- образовање, презентација и комуникација
- музејско-природњачка делатност
- развијање базе података
- учествовање у изради просторних планова
- давање мишљења за издавање дозвола за сакупљање заштићених врста у комерцијалне сврхе